# Дрізд брунатний
Дрізд брунатний (Turdus lawrencii) — вид горобцеподібних птахів родини дроздових (Turdidae). Мешкає в Амазонії та на Гвіанському нагір'ї. Вид названий на честь американського орнітолога Джорджа Ньюболда Лоуренса.

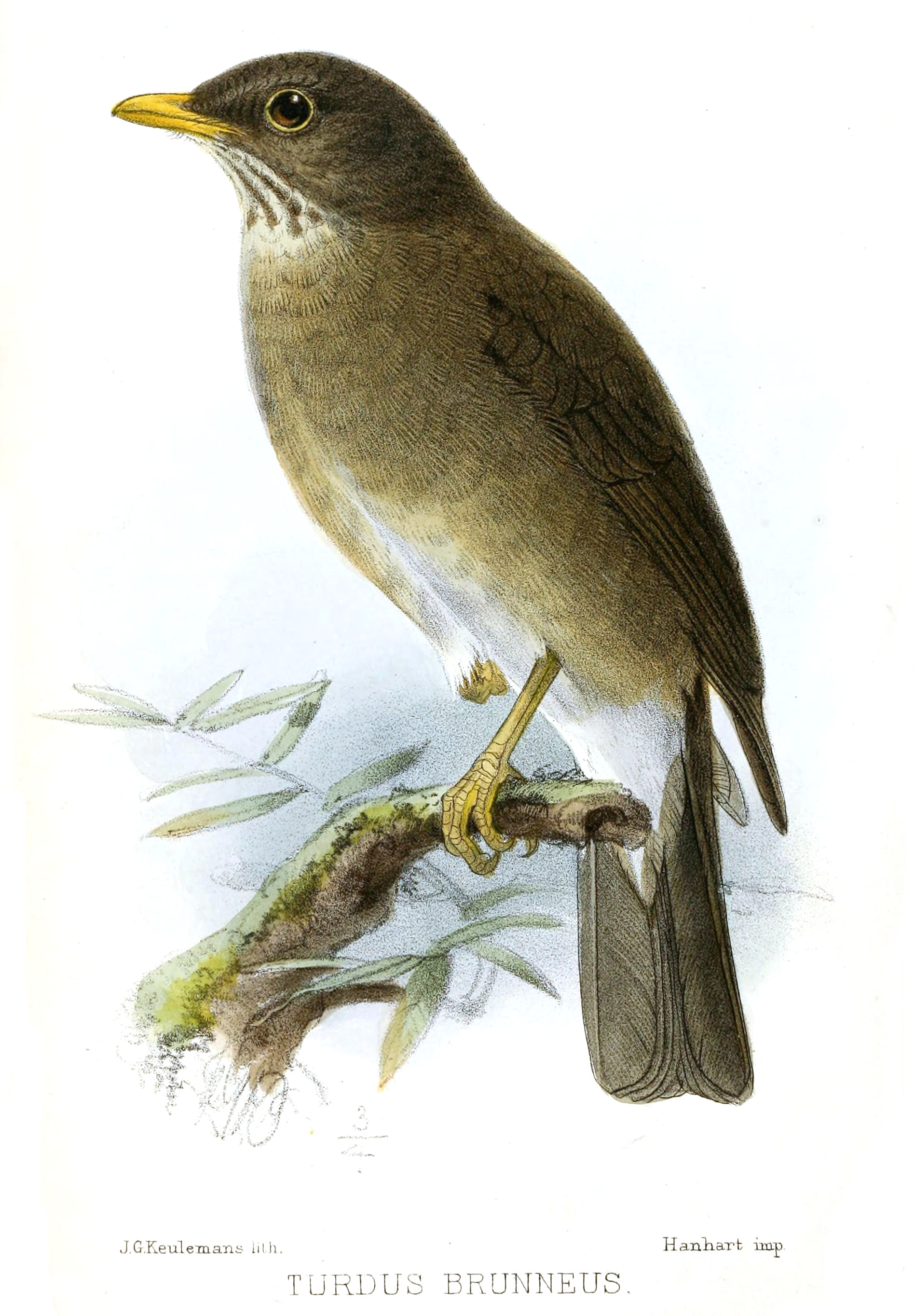
Брунатний дрізд

## Поширення та екологія
Брунатні дрозди мешкають в Колумбії, Еквадорі, Перу, Болівії, Бразилії, Венесуелі і Гаяні. Вони живуть у вологих рівнинних тропічних лісах та на болотах. Зустрічаються на висоті до 600 м над рівнем моря.